# 哈洛德·英尼斯
哈洛德·亞當斯·英尼斯（英語：Harold Adams Innis，1894年11月5日—1952年11月8日），加拿大多倫多大學政治經濟學教授，投身媒體、傳播理論和加拿大經濟史研究工作。